# Бухта Павловского
Бу́хта Павло́вского — бухта в восточной части залива Стрелок в заливе Петра Великого, на берегу Приморского края России.

## История
Бухта нанесена на карту в 1862 г экипажем клипера «Разбойник». Своё название получила в 1892 году по имени командира канонерской лодки «Горностай» (использовавшейся как гидрографическое и лоцмейстерское судно) капитана П. С. Павловского — впоследствии полковника по Адмиралтейству, вахтенного начальника судов, участвующих в гидрографических работах в заливе Петра Великого.
В советское время на берегу бухты Павловского располагался рыбацкий посёлок Промысловка, на берегу были вкопаны бетонные ёмкости для засолки рыбы, имелись почтовое отделение и школа. В 1930-е годы в Промысловке размещалась артиллерийская батарея береговой обороны, входившая в Шкотовский укреплённый район.

### Пункт базирования
Во времена Советского Союза бухта Павловского использовалась в качестве одного из основных мест базирования атомных подводных лодок Тихоокеанского флота.
Место было выбрано исходя из удачного расположения — поблизости находились сдаточная база судостроительного завода в Большом Камне и штаб Тихоокеанского флота, логистика была простой и дешёвой, географические условия позволяли как вести учебную работу на мелководном морском шельфе, так и совершать глубоководные погружения за ним, всего в 20-30 км от базы. Основными недостатками базы являлись отсутствие прямого выхода в океан — проливы Японского моря в то время контролировались в том числе ВМС США, и недостаточный размер самой бухты. В качестве альтернативного места для базы рассматривалась бухта Броутона на Курильских островах, отвергнутая из-за её труднодоступности.
Обустройство базы атомных подводных лодок было начато в 1957 году, ещё до вступления кораблей в строй. В бухте был размещён 423-й отдельный дивизион подводных лодок под командованием Н. П. Прыгункова, который одновременно участвовал в строительстве. В частности, по его чертежам были построены штабные здания и помещения. В первую очередь были возведены компрессорная станция, зона радиационной безопасности, первые причальные сооружения. В казарме экипажа поначалу жили сами строители с семьями. К прибытию первой подводной лодки, которой стала К-45 в 1960 году, были достроены два пирса из шести, две казармы, штаб и ряд вспомогательных зданий. С приходом второй лодки, К-59, дивизион был преобразован в 9-ю бригаду подводных лодок, а после завершения испытаний К-45 в 1961 году бригада была преобразована в 26-ю дивизию подводных лодок, ставшую первой дивизией АПЛ на Тихом океане. До 1977 года бухта Павловского была базой для этой дивизии, затем здесь же была образована 21-я дивизия стратегических подводных лодок, а в 1978 году — 4-я флотилия подводных лодок Тихоокеанского флота, включавшая уже три дивизии. Штаб флотилии размещался здесь же, в имевшемся штабном здании. Моряки с семьями и вспомогательный персонал базы жили в образовавшемся неподалёку посёлке Тихоокеанский (Павловск, Шкотово-28).
После распада СССР бухта служила местом отстоя выведенных из состава флота атомных подводных лодок, ожидающих здесь своей утилизации.